# 岡山市水道局
岡山市水道局（おかやましすいどうきょく）は、岡山県岡山市への上水及び工業用水の給水を行う岡山市の経営する地方公営企業である。送水開始は明治38年（1905年）7月23日、給水人口は705,474人(平成27年度)。

## 事業
- 需要者への給水。年間配水量90,324,362m3
- 工業用水道の供給。年間配水量7,876,828m3
- 「ごっくん桃太郎　おかやまの水」の販売

## 経営状況
平成27年度の経営状況は以下の通り。

### 上水道
- 総収益は15,323百万円、総費用は13,299百万円。
- 総損益は2,025百万円の黒字。
- 企業債残高は25,295百万円。

### 工業用水道
- 総収益は268百万円、総費用は224百万円。
- 総損益は42百万円の黒字。
- 企業債残高は3,695百万円。

## 水道局の組織
- 企画総務課、経営管理課、管財課、営業課、お客様センター、配水課、施設整備課、中管路整備課、東管路整備課、西管路整備課、給水課、浄水課、水質試験所[2]

## 水道局の施設

### 浄水場
- 三野浄水場 - 近代水道百選に選定されている
  - 給水開始 – 明治38年（1905年）7月
  - 能力 – 1日191,000m3
  - 水源 - 旭川表流水・伏流水・地下水
- 旭東浄水場、山浦浄水場、牟佐浄水場、鴨越浄水場 (平成21年1月15日休止)、矢原浄水場、紙工浄水場、宇垣浄水場、川口浄水場、大内浄水場[3]

### その他
- 岡山市水道記念館
  - 創設当時の動力室・送水ポンプ室（登録有形文化財）を利用し、昭和60年（1985年）に通水80周年を記念して開館。

## 受水
- 岡山県広域水道企業団、岡山県南部水道企業団

## 水道事業ガイドラインにおける主な指標
平成26年（2014年）度。 数値 は1位、 数値 は3位以内、 数値 は最下位から3位以内、 数値 は最下位
| 指標                                  | 1位（2位） 数値        | 岡山市の順位 数値 | 最下位(17位) 数値    |
| ------------------------------------- | ---------------------- | ----------------- | -------------------- |
| 自己保有水源率                        | 札幌市 他2事業体 100   | 8位 25.2          | 大阪市 他4事業体 0.0 |
| 水質検査箇所密度 (箇所/100km2)        | 京都市 23.4            | 17位 4.7          | 札幌市 2.1           |
| 直結給水率                            | 札幌市 98.7            | 2位 97.8          | 福岡市 47.1          |
| 鉛製給水管率                          | 札幌市 他2事業体 0.0   | 14位 12.7         | 京都市 20.2          |
| 普及率                                | 東京都 他5事業体 100.0 | 10位タイ 99.8     | 浜松市 96.5          |
| 経年化設備率                          | 静岡市 24.0            | 12位 53.9         | 北九州市 68.3        |
| 経年化管路率                          | さいたま市 6.6         | 13位 19.5         | 大阪市 43.3          |
| 管路の更新率                          | 東京都 1.98            | 9位 1.14          | 神戸市 0.41          |
| 配水池耐震施設率                      | 福岡市 91.2            | 12位 57.9         | 仙台市 15.9          |
| 管路の耐震化率                        | さいたま市 43.1        | 16位 14.0         | 北九州市 5.3         |
| 経常収支比率                          | 札幌市 131.5           | 5位 117.4         | 川崎市 98.9          |
| 給水収益に対する 減価償却費の割合     | 川崎市 22.1            | 15位 41.5         | 北九州市 50.3        |
| 給水収益に対する 企業債残高の割合     | 東京都 88.6            | 4位 206.5         | 京都市 582.0         |
| 供給単価 (円)                         | 浜松市 126.3           | 7位 155.8         | 福岡市 218.0         |
| 給水原価 (円)                         | 静岡市 117.5           | 3位 137.3         | 仙台市 203.2         |
| 1箇月当たり家庭用料金 (円/20m3使用時) | 大阪市 1,920           | 8位 2,330         | 札幌市 3,320         |
| 有収率                                | 福岡市 96.2            | 13位 90.5         | 大阪市、京都市 87.3  |
| 自己資本構成比率                      | 浜松市 98.5            | 3位 78.1          | 京都市 27.9          |
| 水道施設見学者割合 (人/1000人)        | 京都市 75.8            | 5位 20.7          | 堺市 0.1             |
| 配水量1m3当たり 電力消費量 (kWh/m3)   | 堺市 0.04              | 9位 0.27          | 東京都 0.53          |
| 料金未納率                            | 広島市 2.2             | 15位 8.8          | 札幌市 10.5          |
| 管路の事故割合 (件/100km)             | 札幌市、さいたま市 0.5 | 15位 4.6          | 京都市 15.1          |
| 給水管の事故割合 (件/1000件)          | 札幌市 0.7             | 14位 5.3          | 京都市 9.8           |
| 消火栓設置密度 (基/km)                | 川崎市 8.2             | 15位タイ 3.4      | 札幌市、浜松市 2.9   |

東京都と政令指定都市のうち県営水道から給水する千葉市・相模原市、熊本市を除く18事業体の順位。